# Pierre-Auguste-Louis Blondeau
Pierre-Auguste-Louis Blondeau (* 15. August 1784 in Paris; † 1865 ebenda) war ein französischer Komponist, Violinist und Musikwissenschaftler.
Blondeau studierte Komposition bei François-Joseph Gossec und Étienne-Nicolas Méhul und Violine bei Pierre Baillot. 1808 gewann er mit der Kantate Marie Stuart den Premier Grand Prix de Rome. Von 1818 bis 1842 war er Violinist im Orchester der Pariser Oper.
Er komponierte religiöse Werke, darunter ein Te Deum zu Ehren Napoleons, Kantaten, eine Buffo-Oper, Orchesterwerke und Kammermusik. Bis zur Gegenwart populär sind seine drei Streichquartette nach Klaviersonaten von Beethoven.
Daneben trat Blondeau als Musiktheoretiker und Historiker mit Schriften über Benedetto Marcello und Giovanni Pierluigi da Palestrina hervor.
| Personendaten    | Personendaten                                    |
| ---------------- | ------------------------------------------------ |
| NAME             | Blondeau, Pierre-Auguste-Louis                   |
| ALTERNATIVNAMEN  | Blondeau, Auguste-Louis                          |
| KURZBESCHREIBUNG | französischer Komponist und Musikwissenschaftler |
| GEBURTSDATUM     | 15. August 1784                                  |
| GEBURTSORT       | Paris                                            |
| STERBEDATUM      | 1865                                             |
| STERBEORT        | Paris                                            |